# マトゥラ・プラサド・シュレスタ
マトゥラ・プラサド・シュレスタはネパールの医学者、人権活動家、政治家。1990年の民主化運動、ジャナ・アンドランで活躍。クリシュナ・プラサド・バッタライ内閣で保健大臣を務める。
トリブバン大学ティーチング病院の教授であったが、1990年2月18日以降の政府の国民に対する発砲に疑問を持ち、部下の医師らとストライキを決行。その後、大蔵省出身の人権活動家ディペンドラ・ラジュ・バンデら15人の知識人と、マリチ・マン・シン・シュレスタ首相と会談し、発砲について抗議する。
さらに、バンデを代表とする知識人グループ、「職業人連帯グループ」を組織し、本格的に民主化運動に乗り出すが、民主化を訴える著名人による講演会を開催し、逮捕される。この逮捕は内外のメディアで報道され、停滞していた運動に一定の刺激を与えた。
ジャナ・アンドランの勝利後、バッタライ内閣に入閣する。